# 손인영
손인영(한국 한자: 孫仁營, 1962년 9월 2일~)은 대한민국의 여자 한국무용가이자 안무가이다.

## 생애
손인영은 1962년 9월 2일 경상남도 부산시에서 태어나 유년시절 경상남도 진주시로 이사를 가 진주여자고등학교를 거쳐 세종대학교 무용학과 졸업 후 이화여자대학교 대학원 무용과 석사과정을 마치고 미국으로 유학을 가 컬럼비아 대학교 대학원 예술교육학과 박사학위를 수료했다. 2019.11 국립무용단 예술감독을 이어서 2016.7 제주도립무용단 상임안무자를 그리고  2012.1 인천시립무용단 예술감독를 거쳐 1999.1 서울예술단 무용감독를 거쳐 1992~ NOW무용단 예술감독 그리고 1985~1992
국립무용단 단원으로 활동했다. 지금 현재 NOW무용단 (예술감독)를 맡고 있고 본관은 밀양이다.

## 공연
- 2021년 홀춤Ⅱ
- 2020년 설 바람
- 2015년 제 15회 서울국제 극흥춤축제
- 2011년 신데렐라 되기
- 2010년 신데렐라 되기
- 2008년 동서양 음악과 춤의 충돌
- 2008년 동서양 음악과 춤의 충돌
- 2008년 동서양 음악과 춤의 충돌

## 영화
- 2022년 영화 다녀와요, 다녀왔습니다 감독
- 2022년 영화 가무악칠채

## 도서
- 2015.10.28. 홀로 추는 춤(무용 감상과 무용가의 현실에 관하여 말하다) 출간

## 학력
- 진주여자고등학교 (졸업)
- 세종대학교 예체능대학 무용과 한국무용전공 (졸업)
- 이화여자대학교 대학원 무용과 (졸업)
- 컬럼비아 대학교 대학원 예술교육학과 (졸업)